# روی جونز جونیور.
روی جونز، جونیور. (انگلیسی: Roy Jones, Jr.؛ زادهٔ ۱۶ ژانویهٔ ۱۹۶۹) بوکسور حرفه‌ای، تحلیلگر و مربی بوکس، و رپر و هنرپیشهٔ اهل ایالات متحده آمریکا است. او از سال ۲۰۰۱ میلادی تاکنون مشغول فعالیت بوده‌است.
از فیلم‌ها یا برنامه‌های تلویزیونی که وی در آن نقش داشته است می‌توان به سرباز جهانی: روز حساب، وکیل مدافع شیطان اشاره کرد.